# Adam Juretzko
Adam Juretzko (* 30. September 1971 in Tychy, Polen) ist ein deutscher Ringer im griechisch-römischen Stil. Er ist Cheftrainer und gleichzeitig Ringer bei den Red Devils Heilbronn in der Ringer-Bundesliga und Berufssoldat.

## Leben
Juretzkos internationale Karriere begann 1993, als er bei den Ostsee-Spielen in Tallinn den 7. Platz belegte. Seine größten Erfolge sind zwei dritte Plätze bei Europameisterschaften, von 1999 und 2005.
Bei den deutschen Meisterschaften wurde Juretzko 1997, 1998 und 2000 Meister im Leichtgewicht, 2001 wurde er Meister im Weltergewicht. In den Jahren Jahre 2005, 2007, 2009, 2014 und 2017 wurde er Deutscher Meister in der Gewichtsklasse bis 75 kg.